# Tokugawa Yoshimune
Tokugawa Yoshimune (徳川 吉宗?; 27 novembre 1684 – 12 luglio 1751) è stato un militare giapponese.
Pronipote di Tokugawa Ieyasu, fu l'ottavo shōgun dello shogunato Tokugawa.

## Daimyō
Yoshimune, nato con il nome di Genroku, era il quarto figlio di Tokugawa Mitsusada, daimyō di Kii, ed appartenente ad un ramo cadetto del clan Tokugawa, la linea Kii Tokugawa. Il fondatore del clan, Tokugawa Ieyasu, infatti, aveva nominato tre dei suoi ultimi figli daimyō di ricche province dello shogunato, cioè Owari, Kii o Kisshū, e Mito, creando altrettante linee ereditarie note come Gosanke (御三家? "tre onorevoli casati").
La provincia di Kii era molto ricca, e il suo valore era stimato in 500.000 koku, tuttavia durante il governo di Mitsusada era fortemente indebitata con il bakufu. Nel 1697 si tenne la cerimonia di maturità di Genroku, che scelse il nome Shinnosuke; nel 1705, quando aveva solo 21 anni, suo padre e i suoi due fratelli morirono, e lo shōgun Ienobu lo nominò nuovo daimyō di Kii, posizione per la quale egli scelse il nome Yorikata. I grandi debiti della provincia si rivelarono un grave problema quando nel 1707 le sue coste furono investite da uno tsunami; Yorikata fece fronte alla situazione come poté, ma a causa degli scarsi mezzi dovette dipendere dagli aiuti provenienti da Edo.
Nel 1716 l'ultimo rappresentante della linea dinastica diretta del clan, Tokugawa Ietsugu, morì all'età di soli sette anni. Il suo successore dovette perciò essere scelto da una delle linee cadette del clan, e la scelta cadde sulla linea Kii, di cui Yoritaka era il capo.

## Shōgun
Yoritaka ascese alla carica di shōgun nel 1716, assumendo il nome Yoshimune.
Varò importanti riforme in campo economico, note come riforme di Kyōhō (享保の改革?, Kyōhō no kaikaku), volte ad aumentare la disponibilità immediata di denaro dello shogunato; in questa sua opera si trovò contro la filosofia confuciana, appoggiata dai suoi predecessori e dal consigliere Arai Hakuseki, che sosteneva la trivialità del denaro, e si adoperò per diminuire l'influenza degli ideali confuciani nella politica.
Nel 1720 attenuò le norme (sakoku) che dal 1640 impedivano la traduzione e la diffusione in Giappone di opere straniere, concedendo al Paese l'accesso a una gran quantità di letteratura scientifica estera e ponendo le basi per la fondazione del Rangaku, un movimento di scambio culturale volto all'assorbimento nella società giapponese di tecnologie, tecniche e nozioni estere.
Per i suoi figli istituì il Gosankyo (御三卿?), che a differenza del Gosanke non comportava il controllo su un feudo ma comportava comunque la creazione di altre tre linee ereditarie, Tayasu, Hitotsubashi e Shimizu.
Nel 1745 abdicò a favore di suo figlio Ieshige, continuando però ad amministrare lo stato come Ōgosho.